# 1744
1744 (MDCCXLIV) je bilo prestopno leto, ki se je po gregorijanskem koledarju začelo na sredo, po 11 dni počasnejšem julijanskem koledarju pa na nedeljo.

## Dogodki
- - Pierre-Louis Moreau de Maupertuis oblikuje načelo najmanjše akcije,

## Rojstva
- 14. april - Denis Ivanovic Fonvizin, ruski dramatik († 1792)
- 16. avgust - Pierre-François-André Méchain, francoski astronom († 1804)
- 25. avgust - Johann Gottfried Herder, nemški pesnik, teolog, filozof († 1803)
- 9. november - Ferdinand von Hompesch zu Bolheim, 71. veliki mojster Malteškega viteškega reda († 1805)

## Smrti
- 23. januar - Giambattista Vico, italijanski filozof, zgodovinar (* 1668)
- 25. april - Anders Celsius, švedski astronom (* 1701)
- 29. oktober - Franc Breckerfeld, slovenski teolog, matematik, astronom, latinist (* 1681)
- - Išida Baigan, japonski trgovec in učenjak (* 1685)